# 3. Liga 2014-15
La temporada 2014-15 de la 3. Liga fue la 7.ª edición de la Tercera División de Alemania. La fase regular comenzó a disputarse el 26 de julio de 2014 y terminó el 23 de mayo de 2015.

## Sistema de competición
Participaron en la 3. Liga 20 clubes que, siguiendo un calendario establecido por sorteo, se enfrentaron entre sí en dos partidos, uno en terreno propio y otro en campo contrario. El ganador de cada partido obtuvo tres puntos, el empate otorgó un punto y la derrota, cero puntos.
El torneo se disputó entre los meses de julio de 2014 y mayo de 2015. Al término de la temporada, los dos primeros clasificados ascendieron a la 2. Bundesliga, y el tercer clasificado disputó su ascenso con el antepenúltimo clasificado de la 2.Bundesliga. Los tres últimos descendieron a la Regionalliga.

## Relevo anual de clubes
| Pos   | Descendidos de la 2. Bundesliga |
| ----- | ------------------------------- |
| Prom. | Arminia Bielefeld               |
| 17.º  | Dinamo Dresde                   |
| 18.º  | Energie Cottbus                 |

| Pos   | Ascendidos de la 3. Liga |
| ----- | ------------------------ |
| 1.º   | Heidenheim               |
| 2.º   | RB Leipzig               |
| Prom. | Darmstadt 98             |

| Pos  | Descendidos de la 3. Liga |
| ---- | ------------------------- |
| 18°  | Elversberg                |
| 19.º | Wacker Burghausen         |
| 20.º | Saarbrücken               |

| Pos   | Ascendidos de la Regionalliga |
| ----- | ----------------------------- |
| Prom. | Fortuna Colonia               |
| Prom. | Maguncia 05 II                |
| Prom. | Sonnenhof Großaspach          |

### Clubes participantes
| Club                    | Ciudad       | Estadio                   | Aforo  |
| ----------------------- | ------------ | ------------------------- | ------ |
| 1. FSV Maguncia 05 II   | Maguncia     | Bruchwegstadion           | 20.300 |
| Arminia Bielefeld       | Bielefeld    | Schüco Arena              | 27.300 |
| Borussia Dortmund II    | Dortmund     | Stadion Rote Erde         | 10.000 |
| Chemnitzer FC           | Chemnitz     | Fischerwiese              | 18.712 |
| Dinamo Dresde           | Dresde       | Stadion Dresden           | 32.066 |
| Energie Cottbus         | Cottbus      | Stadion der Freundschaft  | 22.528 |
| F.C. Hansa Rostock      | Rostock      | DKB-Arena                 | 29.000 |
| FC Rot-Weiß Erfurt      | Erfurt       | Steigerwaldstadion        | 19.439 |
| Hallescher FC           | Halle        | Erdgas Sportpark          | 15.057 |
| Holstein Kiel           | Kiel         | Holstein-Stadion          | 11.522 |
| MSV Duisburg            | Duisburgo    | Schauinsland-Reisen-Arena | 31.514 |
| SC Fortuna Köln         | Colonia      | Südstadion                | 12.000 |
| SC Preußen Münster      | Münster      | Preußenstadion            | 15.050 |
| SG Sonnenhof Großaspach | Aspach       | Comtech Arena             | 7.768  |
| SpVgg Unterhaching      | Unterhaching | Alpenbauer Sportpark      | 15.053 |
| SSV Jahn Regensburg     | Ratisbona    | Städtisches Jahnstadion   | 12.500 |
| Stuttgarter Kickers     | Reutlingen   | Stadion an der Kreuzeiche | 15.228 |
| SV Wehen Wiesbaden      | Wiesbaden    | BRITA-Arena               | 12.250 |
| VfB Stuttgart II        | Aspach       | Comtech Arena             | 7.768  |
| VfL Osnabrück           | Osnabrück    | Osnatel-Arena             | 16.667 |

## Clasificación
- Actualizado el 23 de mayo de 2015

|  |     | Equipo                  | PJ | PG | PE | PP | GF | GC | DG  | PTS |
|  | --- | ----------------------- | -- | -- | -- | -- | -- | -- | --- | --- |
|  | 1.  | Arminia Bielefeld       | 38 | 22 | 8  | 8  | 75 | 41 | +34 | 74  |
|  | 2.  | MSV Duisburg            | 38 | 20 | 11 | 7  | 63 | 40 | +23 | 71  |
|  | 3.  | Holstein Kiel           | 38 | 18 | 13 | 7  | 53 | 30 | +23 | 67  |
|  | 4.  | Stuttgarter Kickers     | 38 | 18 | 11 | 9  | 61 | 47 | +14 | 65  |
|  | 5.  | Chemnitzer FC           | 38 | 17 | 8  | 13 | 44 | 36 | +8  | 59  |
|  | 6.  | Dinamo Dresde           | 38 | 16 | 8  | 14 | 52 | 48 | +4  | 56  |
|  | 7.  | Energie Cottbus         | 38 | 15 | 11 | 12 | 50 | 50 | 0   | 56  |
|  | 8.  | SC Preußen Münster      | 38 | 15 | 9  | 14 | 53 | 49 | +4  | 54  |
|  | 9.  | SV Wehen Wiesbaden      | 38 | 15 | 8  | 15 | 54 | 44 | +10 | 53  |
|  | 10. | Hallescher FC           | 38 | 15 | 8  | 15 | 51 | 53 | -2  | 53  |
|  | 11. | VfL Osnabrück           | 38 | 14 | 10 | 14 | 49 | 51 | -2  | 52  |
|  | 12. | FC Rot-Weiß Erfurt      | 38 | 14 | 9  | 15 | 48 | 54 | -6  | 51  |
|  | 13. | VfB Stuttgart II        | 38 | 13 | 8  | 17 | 48 | 57 | -9  | 47  |
|  | 14. | SC Fortuna Köln         | 38 | 12 | 10 | 16 | 38 | 47 | -9  | 46  |
|  | 15. | SG Sonnenhof Großaspach | 38 | 12 | 10 | 16 | 39 | 60 | -21 | 46  |
|  | 16. | 1. FSV Maguncia 05 II   | 38 | 10 | 12 | 16 | 43 | 52 | -9  | 42  |
|  | 17. | F.C. Hansa Rostock      | 38 | 11 | 8  | 19 | 54 | 68 | -14 | 41  |
|  | 18. | Borussia Dortmund II    | 38 | 8  | 15 | 15 | 41 | 51 | -10 | 39  |
|  | 19. | SpVgg Unterhaching      | 38 | 11 | 8  | 19 | 51 | 67 | -16 | 39  |
|  | 20. | SSV Jahn Regensburg     | 38 | 8  | 7  | 23 | 44 | 65 | -21 | 31  |

- Al SpVgg Unterhaching se le restaron 2 puntos.

| Legende |                                               |
|         | Asciende a 2. Bundesliga 2015/16.             |
|         | Promoción de ascenso a 2. Bundesliga 2015/16. |
|         | Desciende a Regionalliga 2015/16.             |

### Evolución de las posiciones
- Actualizado el 25 de mayo de 2015

| Equipo / Jornada        | 1  | 2  | 3  | 4  | 5  | 6  | 7  | 8  | 9  | 10 | 11 | 12 | 13 | 14 | 15 | 16 | 17 | 18 | 19 | 20 | 21 | 22 | 23 | 24 | 25 | 26 | 27 | 28 | 29 | 30 | 31 | 32 | 33 | 34 | 35 | 36 | 37 | 38 |
| Equipo / Jornada        |    |    |    |    |    |    |    |    |    |    |    |    |    |    |    |    |    |    |    |    |    |    |    |    |    |    |    |    |    |    |    |    |    |    |    |    |    |    |
| ----------------------- | -- | -- | -- | -- | -- | -- | -- | -- | -- | -- | -- | -- | -- | -- | -- | -- | -- | -- | -- | -- | -- | -- | -- | -- | -- | -- | -- | -- | -- | -- | -- | -- | -- | -- | -- | -- | -- | -- |
| Arminia Bielefeld       | 5  | 12 | 15 | 17 | 10 | 12 | 7  | 11 | 3  | 6  | 4  | 6  | 3  | 4  | 1  | 4  | 3  | 2  | 1  | 1  | 1  | 1  | 1  | 2  | 1  | 1  | 1  | 1  | 1  | 1  | 1  | 1  | 1  | 1  | 1  | 1  | 1  | 1  |
| MSV Duisburg            | 18 | 18 | 13 | 10 | 11 | 14 | 9  | 4  | 4  | 4  | 5  | 2  | 5  | 7  | 6  | 8  | 5  | 10 | 4  | 3  | 4  | 6  | 4  | 3  | 5  | 3  | 3  | 6  | 4  | 3  | 4  | 3  | 3  | 3  | 2  | 2  | 2  | 2  |
| Holstein Kiel           | 10 | 14 | 5  | 8  | 13 | 11 | 14 | 15 | 15 | 15 | 12 | 11 | 11 | 11 | 11 | 11 | 11 | 7  | 8  | 8  | 10 | 10 | 9  | 7  | 6  | 5  | 2  | 2  | 2  | 2  | 2  | 2  | 2  | 2  | 3  | 3  | 3  | 3  |
| Stuttgarter Kickers     | 16 | 9  | 8  | 6  | 4  | 1  | 2  | 1  | 6  | 5  | 3  | 5  | 2  | 6  | 5  | 7  | 8  | 9  | 9  | 5  | 3  | 3  | 3  | 4  | 4  | 7  | 6  | 3  | 5  | 4  | 3  | 4  | 4  | 4  | 4  | 4  | 4  | 4  |
| Chemnitzer FC           | 1  | 1  | 1  | 1  | 3  | 4  | 1  | 3  | 1  | 1  | 1  | 4  | 4  | 5  | 4  | 9  | 4  | 8  | 11 | 12 | 12 | 13 | 11 | 12 | 12 | 12 | 11 | 12 | 11 | 11 | 10 | 8  | 7  | 9  | 8  | 5  | 5  | 5  |
| Dinamo Dresde           | 7  | 2  | 2  | 2  | 5  | 6  | 3  | 2  | 2  | 2  | 2  | 1  | 6  | 3  | 3  | 6  | 10 | 11 | 5  | 6  | 6  | 4  | 5  | 6  | 8  | 8  | 8  | 9  | 9  | 10 | 12 | 11 | 11 | 11 | 10 | 10 | 8  | 6  |
| Energie Cottbus         | 2  | 10 | 12 | 9  | 8  | 5  | 5  | 6  | 5  | 8  | 7  | 8  | 9  | 9  | 9  | 5  | 9  | 5  | 3  | 4  | 7  | 5  | 7  | 8  | 7  | 6  | 7  | 5  | 6  | 6  | 6  | 7  | 8  | 6  | 6  | 8  | 6  | 7  |
| SC Preußen Münster      | 12 | 7  | 7  | 12 | 9  | 10 | 12 | 7  | 8  | 3  | 8  | 7  | 8  | 8  | 7  | 2  | 2  | 1  | 2  | 2  | 2  | 2  | 2  | 1  | 2  | 4  | 4  | 4  | 3  | 5  | 5  | 5  | 5  | 5  | 5  | 6  | 7  | 8  |
| SV Wehen Wiesbaden      | 9  | 4  | 3  | 3  | 1  | 2  | 4  | 5  | 7  | 7  | 6  | 3  | 1  | 1  | 2  | 1  | 1  | 4  | 7  | 9  | 8  | 9  | 10 | 10 | 11 | 9  | 9  | 8  | 8  | 8  | 9  | 10 | 9  | 8  | 9  | 9  | 10 | 9  |
| Hallescher FC           | 20 | 8  | 16 | 14 | 15 | 13 | 15 | 9  | 11 | 10 | 10 | 12 | 13 | 15 | 14 | 13 | 14 | 14 | 13 | 13 | 13 | 12 | 13 | 13 | 13 | 13 | 14 | 11 | 10 | 9  | 7  | 6  | 6  | 7  | 7  | 7  | 9  | 10 |
| VfL Osnabrück           | 19 | 20 | 19 | 16 | 17 | 15 | 10 | 13 | 9  | 11 | 11 | 10 | 10 | 10 | 10 | 10 | 6  | 3  | 6  | 7  | 5  | 7  | 8  | 9  | 10 | 11 | 12 | 13 | 12 | 12 | 11 | 12 | 12 | 12 | 11 | 11 | 11 | 11 |
| FC Rot-Weiß Erfurt      | 14 | 17 | 9  | 7  | 7  | 7  | 13 | 8  | 10 | 9  | 9  | 9  | 7  | 2  | 8  | 3  | 7  | 6  | 10 | 10 | 9  | 8  | 6  | 5  | 3  | 2  | 5  | 7  | 7  | 7  | 8  | 9  | 10 | 10 | 12 | 12 | 12 | 12 |
| VfB Stuttgart II        | 17 | 19 | 20 | 18 | 19 | 20 | 20 | 20 | 14 | 14 | 17 | 13 | 15 | 12 | 12 | 12 | 12 | 12 | 14 | 14 | 14 | 15 | 14 | 14 | 14 | 15 | 13 | 14 | 14 | 14 | 13 | 13 | 14 | 16 | 16 | 15 | 15 | 13 |
| SC Fortuna Köln         | 15 | 16 | 10 | 13 | 16 | 18 | 18 | 18 | 19 | 16 | 13 | 14 | 12 | 13 | 13 | 14 | 13 | 13 | 12 | 11 | 11 | 11 | 12 | 11 | 9  | 10 | 10 | 10 | 13 | 13 | 14 | 14 | 13 | 14 | 13 | 14 | 13 | 14 |
| SG Sonnenhof Großaspach | 8  | 6  | 6  | 11 | 12 | 8  | 8  | 12 | 13 | 17 | 16 | 17 | 17 | 19 | 19 | 18 | 17 | 15 | 16 | 16 | 17 | 18 | 18 | 19 | 19 | 19 | 18 | 17 | 17 | 16 | 16 | 16 | 15 | 13 | 14 | 13 | 14 | 15 |
| 1. FSV Maguncia 05 II   | 13 | 15 | 18 | 20 | 20 | 19 | 19 | 19 | 20 | 20 | 18 | 19 | 18 | 16 | 15 | 15 | 18 | 19 | 17 | 17 | 18 | 17 | 17 | 17 | 17 | 18 | 19 | 19 | 18 | 18 | 17 | 17 | 18 | 18 | 17 | 17 | 16 | 16 |
| F.C. Hansa Rostock      | 4  | 3  | 14 | 15 | 14 | 17 | 16 | 16 | 17 | 13 | 15 | 16 | 16 | 17 | 17 | 17 | 16 | 17 | 19 | 19 | 19 | 19 | 19 | 18 | 18 | 16 | 16 | 16 | 16 | 15 | 15 | 15 | 16 | 15 | 15 | 16 | 17 | 17 |
| Borussia Dortmund II    | 6  | 5  | 11 | 5  | 6  | 9  | 11 | 14 | 16 | 18 | 19 | 18 | 19 | 18 | 18 | 19 | 19 | 18 | 18 | 18 | 16 | 16 | 16 | 16 | 16 | 17 | 17 | 18 | 19 | 19 | 19 | 19 | 19 | 19 | 19 | 18 | 19 | 18 |
| SpVgg Unterhaching      | 11 | 13 | 4  | 4  | 2  | 3  | 6  | 10 | 12 | 12 | 14 | 15 | 14 | 14 | 16 | 16 | 15 | 16 | 15 | 15 | 15 | 14 | 15 | 15 | 15 | 14 | 15 | 15 | 15 | 17 | 18 | 18 | 17 | 17 | 18 | 19 | 18 | 19 |
| SSV Jahn Regensburg     | 3  | 11 | 17 | 19 | 18 | 16 | 17 | 17 | 18 | 19 | 20 | 20 | 20 | 20 | 20 | 20 | 20 | 20 | 20 | 20 | 20 | 20 | 20 | 20 | 20 | 20 | 20 | 20 | 20 | 20 | 20 | 20 | 20 | 20 | 20 | 20 | 20 | 20 |

## Resultados
- Los horarios corresponden al huso horario de Alemania (Hora central europea): UTC+1 en horario estándar y UTC+2 en horario de verano

### Primera rueda
| 1. FSV Maguncia 05 II   | 1 - 2 | Arminia Bielefeld    | Bruchwegstadion         | 26 de julio | 14:00 |
| SSV Jahn Regensburg     | 3 - 1 | MSV Duisburg         | Städtisches Jahnstadion | 26 de julio | 14:00 |
| SV Wehen Wiesbaden      | 2 - 1 | Stuttgarter Kickers  | BRITA-Arena             | 26 de julio | 14:00 |
| Holstein Kiel           | 0 - 0 | SpVgg Unterhaching   | Holstein-Stadion        | 26 de julio | 14:00 |
| FC Rot-Weiß Erfurt      | 1 - 2 | Borussia Dortmund II | Steigerwaldstadion      | 26 de julio | 14:00 |
| Dinamo Dresde           | 2 - 1 | VfB Stuttgart II     | Stadion Dresden         | 26 de julio | 14:00 |
| Hallescher FC           | 0 - 3 | Chemnitzer FC        | Erdgas Sportpark        | 26 de julio | 14:00 |
| VfL Osnabrück           | 1 - 3 | Energie Cottbus      | Osnatel-Arena           | 26 de julio | 18:00 |
| SG Sonnenhof Großaspach | 2 - 1 | SC Fortuna Köln      | Comtech Arena           | 27 de julio | 14:00 |
| SC Preußen Münster      | 3 - 4 | F.C. Hansa Rostock   | Preußenstadion          | 27 de julio | 14:00 |

| VfB Stuttgart II     | 0 - 3 | SC Preußen Münster      | Comtech Arena             | 2 de agosto | 14:00 |
| F.C. Hansa Rostock   | 1 - 1 | FC Rot-Weiß Erfurt      | DKB-Arena                 | 2 de agosto | 14:00 |
| Borussia Dortmund II | 2 - 2 | Holstein Kiel           | Stadion Rote Erde         | 2 de agosto | 14:00 |
| SpVgg Unterhaching   | 3 - 3 | SV Wehen Wiesbaden      | Alpenbauer Sportpark      | 2 de agosto | 14:00 |
| Stuttgarter Kickers  | 3 - 1 | SSV Jahn Regensburg     | Stadion an der Kreuzeiche | 2 de agosto | 14:00 |
| MSV Duisburg         | 1 - 1 | SG Sonnenhof Großaspach | Schauinsland-Reisen-Arena | 2 de agosto | 14:00 |
| SC Fortuna Köln      | 2 - 2 | 1. FSV Maguncia 05 II   | Südstadion                | 2 de agosto | 14:00 |
| Arminia Bielefeld    | 1 - 5 | Hallescher FC           | Schüco Arena              | 2 de agosto | 14:00 |
| Chemnitzer FC        | 2 - 0 | VfL Osnabrück           | Fischerwiese              | 2 de agosto | 14:00 |
| Energie Cottbus      | 1 - 3 | Dinamo Dresde           | Stadion der Freundschaft  | 3 de agosto | 14:00 |

| SG Sonnenhof Großaspach | 1 - 1 | Stuttgarter Kickers  | Comtech Arena           | 5 de agosto | 19:00 |
| SSV Jahn Regensburg     | 0 - 2 | SpVgg Unterhaching   | Städtisches Jahnstadion | 5 de agosto | 19:00 |
| SV Wehen Wiesbaden      | 1 - 0 | Borussia Dortmund II | BRITA-Arena             | 5 de agosto | 19:00 |
| FC Rot-Weiß Erfurt      | 3 - 1 | VfB Stuttgart II     | Steigerwaldstadion      | 5 de agosto | 19:00 |
| Chemnitzer FC           | 0 - 0 | Arminia Bielefeld    | Fischerwiese            | 5 de agosto | 19:00 |
| VfL Osnabrück           | 2 - 2 | Dinamo Dresde        | Osnatel-Arena           | 6 de agosto | 18:30 |
| 1. FSV Maguncia 05 II   | 3 - 4 | MSV Duisburg         | Bruchwegstadion         | 6 de agosto | 19:00 |
| Holstein Kiel           | 2 - 0 | F.C. Hansa Rostock   | Holstein-Stadion        | 6 de agosto | 19:00 |
| SC Preußen Münster      | 0 - 0 | Energie Cottbus      | Preußenstadion          | 6 de agosto | 19:00 |
| Hallescher FC           | 0 - 2 | SC Fortuna Köln      | Erdgas Sportpark        | 6 de agosto | 19:00 |

| VfB Stuttgart II     | 1 - 0 | Holstein Kiel           | Comtech Arena             | 9 de agosto  | 14:00 |
| Borussia Dortmund II | 5 - 1 | SSV Jahn Regensburg     | Stadion Rote Erde         | 9 de agosto  | 14:00 |
| SpVgg Unterhaching   | 3 - 1 | SG Sonnenhof Großaspach | Alpenbauer Sportpark      | 9 de agosto  | 14:00 |
| Stuttgarter Kickers  | 2 - 0 | 1. FSV Maguncia 05 II   | Stadion an der Kreuzeiche | 9 de agosto  | 14:00 |
| MSV Duisburg         | 1 - 1 | Hallescher FC           | Schauinsland-Reisen-Arena | 9 de agosto  | 14:00 |
| Arminia Bielefeld    | 1 - 2 | VfL Osnabrück           | Schüco Arena              | 9 de agosto  | 14:00 |
| Dinamo Dresde        | 3 - 1 | SC Preußen Münster      | Stadion Dresden           | 9 de agosto  | 14:00 |
| Energie Cottbus      | 0 - 0 | FC Rot-Weiß Erfurt      | Stadion der Freundschaft  | 9 de agosto  | 14:00 |
| F.C. Hansa Rostock   | 0 - 1 | SV Wehen Wiesbaden      | DKB-Arena                 | 10 de agosto | 14:00 |
| SC Fortuna Köln      | 1 - 2 | Chemnitzer FC           | Südstadion                | 10 de agosto | 14:00 |

| SG Sonnenhof Großaspach | 0 - 0 | Borussia Dortmund II | Comtech Arena           | 22 de agosto | 19:00 |
| SV Wehen Wiesbaden      | 4 - 1 | VfB Stuttgart II     | BRITA-Arena             | 22 de agosto | 19:00 |
| VfL Osnabrück           | 0 - 1 | SC Preußen Münster   | Osnatel-Arena           | 23 de agosto | 14:00 |
| 1. FSV Maguncia 05 II   | 1 - 5 | SpVgg Unterhaching   | Bruchwegstadion         | 23 de agosto | 14:00 |
| SSV Jahn Regensburg     | 4 - 4 | F.C. Hansa Rostock   | Städtisches Jahnstadion | 23 de agosto | 14:00 |
| Holstein Kiel           | 0 - 1 | Energie Cottbus      | Holstein-Stadion        | 23 de agosto | 14:00 |
| FC Rot-Weiß Erfurt      | 2 - 0 | Dinamo Dresde        | Steigerwaldstadion      | 23 de agosto | 14:00 |
| Arminia Bielefeld       | 2 - 0 | SC Fortuna Köln      | Schüco Arena            | 23 de agosto | 14:00 |
| Hallescher FC           | 1 - 2 | Stuttgarter Kickers  | Erdgas Sportpark        | 23 de agosto | 14:00 |
| Chemnitzer FC           | 0 - 0 | MSV Duisburg         | Fischerwiese            | 24 de agosto | 14:00 |

| F.C. Hansa Rostock   | 1 - 3 | SG Sonnenhof Großaspach | DKB-Arena                 | 26 de agosto | 19:00 |
| Borussia Dortmund II | 1 - 3 | 1. FSV Maguncia 05 II   | Stadion Rote Erde         | 26 de agosto | 19:00 |
| SC Fortuna Köln      | 0 - 1 | VfL Osnabrück           | Südstadion                | 26 de agosto | 19:00 |
| Dinamo Dresde        | 1 - 2 | Holstein Kiel           | Stadion Dresden           | 26 de agosto | 19:00 |
| Energie Cottbus      | 2 - 0 | SV Wehen Wiesbaden      | Stadion der Freundschaft  | 26 de agosto | 19:00 |
| VfB Stuttgart II     | 1 - 2 | SSV Jahn Regensburg     | Comtech Arena             | 27 de agosto | 19:00 |
| SpVgg Unterhaching   | 0 - 4 | Hallescher FC           | Alpenbauer Sportpark      | 27 de agosto | 19:00 |
| Stuttgarter Kickers  | 2 - 0 | Chemnitzer FC           | Stadion an der Kreuzeiche | 27 de agosto | 19:00 |
| MSV Duisburg         | 1 - 1 | Arminia Bielefeld       | Schauinsland-Reisen-Arena | 27 de agosto | 19:00 |
| SC Preußen Münster   | 2 - 2 | FC Rot-Weiß Erfurt      | Preußenstadion            | 27 de agosto | 19:00 |

| 1. FSV Maguncia 05 II   | 0 - 2 | F.C. Hansa Rostock   | Bruchwegstadion         | 29 de agosto | 19:00 |
| VfL Osnabrück           | 3 - 1 | FC Rot-Weiß Erfurt   | Osnatel-Arena           | 30 de agosto | 14:00 |
| SG Sonnenhof Großaspach | 3 - 3 | VfB Stuttgart II     | Comtech Arena           | 30 de agosto | 14:00 |
| SSV Jahn Regensburg     | 1 - 1 | Energie Cottbus      | Städtisches Jahnstadion | 30 de agosto | 14:00 |
| SV Wehen Wiesbaden      | 0 - 2 | Dinamo Dresde        | BRITA-Arena             | 30 de agosto | 14:00 |
| Holstein Kiel           | 1 - 1 | SC Preußen Münster   | Holstein-Stadion        | 30 de agosto | 14:00 |
| SC Fortuna Köln         | 0 - 1 | MSV Duisburg         | Südstadion              | 30 de agosto | 14:00 |
| Chemnitzer FC           | 2 - 0 | SpVgg Unterhaching   | Fischerwiese            | 30 de agosto | 14:00 |
| Hallescher FC           | 0 - 0 | Borussia Dortmund II | Erdgas Sportpark        | 30 de agosto | 14:00 |
| Arminia Bielefeld       | 4 - 2 | Stuttgarter Kickers  | Schüco Arena            | 31 de agosto | 14:00 |

| F.C. Hansa Rostock   | 0 - 1 | Hallescher FC           | DKB-Arena                 | 6 de septiembre  | 14:00 |
| Stuttgarter Kickers  | 2 - 0 | SC Fortuna Köln         | Stadion an der Kreuzeiche | 6 de septiembre  | 14:00 |
| MSV Duisburg         | 3 - 0 | VfL Osnabrück           | Schauinsland-Reisen-Arena | 6 de septiembre  | 14:00 |
| FC Rot-Weiß Erfurt   | 3 - 2 | Holstein Kiel           | Steigerwaldstadion        | 6 de septiembre  | 14:00 |
| Dinamo Dresde        | 2 - 1 | SSV Jahn Regensburg     | Stadion Dresden           | 6 de septiembre  | 14:00 |
| SC Preußen Münster   | 3 - 2 | SV Wehen Wiesbaden      | Preußenstadion            | 7 de septiembre  | 14:00 |
| VfB Stuttgart II     | 1 - 0 | 1. FSV Maguncia 05 II   | Comtech Arena             | 16 de septiembre | 18:00 |
| Energie Cottbus      | 2 - 0 | SG Sonnenhof Großaspach | Stadion der Freundschaft  | 16 de septiembre | 18:30 |
| SpVgg Unterhaching   | 1 - 3 | Arminia Bielefeld       | Alpenbauer Sportpark      | 16 de septiembre | 19:00 |
| Borussia Dortmund II | 1 - 3 | Chemnitzer FC           | Stadion Rote Erde         | 17 de septiembre | 19:00 |

| SV Wehen Wiesbaden      | 3 - 1 | FC Rot-Weiß Erfurt   | BRITA-Arena               | 12 de septiembre | 19:00 |
| VfL Osnabrück           | 2 - 1 | Holstein Kiel        | Osnatel-Arena             | 13 de septiembre | 14:00 |
| 1. FSV Maguncia 05 II   | 0 - 0 | Energie Cottbus      | Bruchwegstadion           | 13 de septiembre | 14:00 |
| SG Sonnenhof Großaspach | 1 - 3 | Dinamo Dresde        | Comtech Arena             | 13 de septiembre | 14:00 |
| SSV Jahn Regensburg     | 0 - 1 | SC Preußen Münster   | Städtisches Jahnstadion   | 13 de septiembre | 14:00 |
| MSV Duisburg            | 2 - 0 | Stuttgarter Kickers  | Schauinsland-Reisen-Arena | 13 de septiembre | 14:00 |
| SC Fortuna Köln         | 2 - 0 | SpVgg Unterhaching   | Südstadion                | 13 de septiembre | 14:00 |
| Arminia Bielefeld       | 3 - 0 | Borussia Dortmund II | Schüco Arena              | 13 de septiembre | 14:00 |
| Hallescher FC           | 0 - 2 | VfB Stuttgart II     | Erdgas Sportpark          | 13 de septiembre | 14:00 |
| Chemnitzer FC           | 2 - 0 | F.C. Hansa Rostock   | Fischerwiese              | 14 de septiembre | 14:00 |

| SpVgg Unterhaching   | 1 - 1 | MSV Duisburg            | Alpenbauer Sportpark      | 19 de septiembre | 19:00 |
| Stuttgarter Kickers  | 1 - 1 | VfL Osnabrück           | Stadion an der Kreuzeiche | 19 de septiembre | 19:00 |
| Dinamo Dresde        | 1 - 1 | 1. FSV Maguncia 05 II   | Stadion Dresden           | 19 de septiembre | 19:00 |
| VfB Stuttgart II     | 0 - 0 | Chemnitzer FC           | Comtech Arena             | 20 de septiembre | 14:00 |
| F.C. Hansa Rostock   | 4 - 2 | Arminia Bielefeld       | DKB-Arena                 | 20 de septiembre | 14:00 |
| Borussia Dortmund II | 0 - 2 | SC Fortuna Köln         | Stadion Rote Erde         | 20 de septiembre | 14:00 |
| Holstein Kiel        | 0 - 0 | SV Wehen Wiesbaden      | Holstein-Stadion          | 20 de septiembre | 14:00 |
| FC Rot-Weiß Erfurt   | 2 - 0 | SSV Jahn Regensburg     | Steigerwaldstadion        | 20 de septiembre | 14:00 |
| SC Preußen Münster   | 3 - 1 | SG Sonnenhof Großaspach | Preußenstadion            | 20 de septiembre | 14:00 |
| Energie Cottbus      | 1 - 2 | Hallescher FC           | Stadion der Freundschaft  | 20 de septiembre | 14:00 |

| VfL Osnabrück           | 1 - 3 | SV Wehen Wiesbaden   | Osnatel-Arena             | 23 de septiembre | 19:00 |
| 1. FSV Maguncia 05 II   | 4 - 0 | SC Preußen Münster   | Bruchwegstadion           | 23 de septiembre | 19:00 |
| Stuttgarter Kickers     | 3 - 0 | SpVgg Unterhaching   | Stadion an der Kreuzeiche | 23 de septiembre | 19:00 |
| Chemnitzer FC           | 0 - 1 | Energie Cottbus      | Fischerwiese              | 23 de septiembre | 19:00 |
| SG Sonnenhof Großaspach | 1 - 1 | FC Rot-Weiß Erfurt   | Comtech Arena             | 24 de septiembre | 19:00 |
| SSV Jahn Regensburg     | 0 - 2 | Holstein Kiel        | Städtisches Jahnstadion   | 24 de septiembre | 19:00 |
| MSV Duisburg            | 2 - 1 | Borussia Dortmund II | Schauinsland-Reisen-Arena | 24 de septiembre | 19:00 |
| SC Fortuna Köln         | 1 - 0 | F.C. Hansa Rostock   | Südstadion                | 24 de septiembre | 19:00 |
| Arminia Bielefeld       | 3 - 0 | VfB Stuttgart II     | Schüco Arena              | 24 de septiembre | 19:00 |
| Hallescher FC           | 1 - 1 | Dinamo Dresde        | Erdgas Sportpark          | 24 de septiembre | 19:00 |

| F.C. Hansa Rostock   | 1 - 3 | MSV Duisburg            | DKB-Arena                | 27 de septiembre | 14:00 |
| Borussia Dortmund II | 1 - 1 | Stuttgarter Kickers     | Stadion Rote Erde        | 27 de septiembre | 14:00 |
| SpVgg Unterhaching   | 3 - 4 | VfL Osnabrück           | Alpenbauer Sportpark     | 27 de septiembre | 14:00 |
| SV Wehen Wiesbaden   | 2 - 0 | SSV Jahn Regensburg     | BRITA-Arena              | 27 de septiembre | 14:00 |
| Holstein Kiel        | 3 - 1 | SG Sonnenhof Großaspach | Holstein-Stadion         | 27 de septiembre | 14:00 |
| FC Rot-Weiß Erfurt   | 1 - 0 | 1. FSV Maguncia 05 II   | Steigerwaldstadion       | 27 de septiembre | 14:00 |
| Dinamo Dresde        | 1 - 0 | Chemnitzer FC           | Stadion Dresden          | 27 de septiembre | 14:00 |
| VfB Stuttgart II     | 3 - 1 | SC Fortuna Köln         | Comtech Arena            | 28 de septiembre | 14:00 |
| SC Preußen Münster   | 2 - 0 | Hallescher FC           | Preußenstadion           | 28 de septiembre | 14:00 |
| Energie Cottbus      | 1 - 1 | Arminia Bielefeld       | Stadion der Freundschaft | 28 de septiembre | 14:00 |

| VfL Osnabrück           | 1 - 0 | SSV Jahn Regensburg  | Osnatel-Arena             | 4 de octubre | 14:00 |
| SpVgg Unterhaching      | 2 - 0 | Borussia Dortmund II | Alpenbauer Sportpark      | 4 de octubre | 14:00 |
| Stuttgarter Kickers     | 3 - 0 | F.C. Hansa Rostock   | Stadion an der Kreuzeiche | 4 de octubre | 14:00 |
| MSV Duisburg            | 1 - 1 | VfB Stuttgart II     | Schauinsland-Reisen-Arena | 4 de octubre | 14:00 |
| SC Fortuna Köln         | 3 - 0 | Energie Cottbus      | Südstadion                | 4 de octubre | 14:00 |
| Arminia Bielefeld       | 4 - 1 | Dinamo Dresde        | Schüco Arena              | 4 de octubre | 14:00 |
| Chemnitzer FC           | 1 - 0 | SC Preußen Münster   | Fischerwiese              | 4 de octubre | 14:00 |
| 1. FSV Maguncia 05 II   | 1 - 1 | Holstein Kiel        | Bruchwegstadion           | 5 de octubre | 14:00 |
| SG Sonnenhof Großaspach | 0 - 3 | SV Wehen Wiesbaden   | Comtech Arena             | 5 de octubre | 14:00 |
| Hallescher FC           | 1 - 2 | FC Rot-Weiß Erfurt   | Erdgas Sportpark          | 5 de octubre | 14:00 |

| VfB Stuttgart II     | 5 - 1 | Stuttgarter Kickers     | Comtech Arena            | 18 de octubre | 14:00 |
| F.C. Hansa Rostock   | 2 - 2 | SpVgg Unterhaching      | DKB-Arena                | 18 de octubre | 14:00 |
| Borussia Dortmund II | 2 - 2 | VfL Osnabrück           | Stadion Rote Erde        | 18 de octubre | 14:00 |
| SSV Jahn Regensburg  | 2 - 0 | SG Sonnenhof Großaspach | Städtisches Jahnstadion  | 18 de octubre | 14:00 |
| SV Wehen Wiesbaden   | 1 - 2 | 1. FSV Maguncia 05 II   | BRITA-Arena              | 18 de octubre | 14:00 |
| Holstein Kiel        | 3 - 0 | Hallescher FC           | Holstein-Stadion         | 18 de octubre | 14:00 |
| FC Rot-Weiß Erfurt   | 2 - 0 | Chemnitzer FC           | Steigerwaldstadion       | 18 de octubre | 14:00 |
| Dinamo Dresde        | 0 - 0 | SC Fortuna Köln         | Stadion Dresden          | 18 de octubre | 14:00 |
| Energie Cottbus      | 2 - 0 | MSV Duisburg            | Stadion der Freundschaft | 18 de octubre | 14:00 |
| SC Preußen Münster   | 3 - 1 | Arminia Bielefeld       | Preußenstadion           | 19 de octubre | 14:00 |

| SC Fortuna Köln       | 1 - 1 | SC Preußen Münster      | Südstadion                | 24 de octubre | 19:00 |
| Arminia Bielefeld     | 3 - 0 | FC Rot-Weiß Erfurt      | Schüco Arena              | 24 de octubre | 19:00 |
| VfL Osnabrück         | 2 - 0 | SG Sonnenhof Großaspach | Osnatel-Arena             | 25 de octubre | 14:00 |
| SpVgg Unterhaching    | 0 - 1 | VfB Stuttgart II        | Alpenbauer Sportpark      | 25 de octubre | 14:00 |
| Stuttgarter Kickers   | 2 - 2 | Energie Cottbus         | Stadion an der Kreuzeiche | 25 de octubre | 14:00 |
| MSV Duisburg          | 0 - 0 | Dinamo Dresde           | Schauinsland-Reisen-Arena | 25 de octubre | 14:00 |
| Chemnitzer FC         | 0 - 0 | Holstein Kiel           | Fischerwiese              | 25 de octubre | 14:00 |
| Hallescher FC         | 3 - 1 | SV Wehen Wiesbaden      | Erdgas Sportpark          | 25 de octubre | 14:00 |
| 1. FSV Maguncia 05 II | 1 - 0 | SSV Jahn Regensburg     | Bruchwegstadion           | 26 de octubre | 14:00 |
| Borussia Dortmund II  | 1 - 1 | F.C. Hansa Rostock      | Stadion Rote Erde         | 26 de octubre | 14:00 |

| F.C. Hansa Rostock      | 2 - 2 | VfL Osnabrück         | DKB-Arena                | 31 de octubre  | 19:00 |
| SG Sonnenhof Großaspach | 3 - 1 | 1. FSV Maguncia 05 II | Comtech Arena            | 31 de octubre  | 19:00 |
| SV Wehen Wiesbaden      | 2 - 0 | Chemnitzer FC         | BRITA-Arena              | 1 de noviembre | 14:00 |
| Holstein Kiel           | 1 - 0 | Arminia Bielefeld     | Holstein-Stadion         | 1 de noviembre | 14:00 |
| Dinamo Dresde           | 1 - 1 | Stuttgarter Kickers   | Stadion Dresden          | 1 de noviembre | 14:00 |
| Energie Cottbus         | 3 - 0 | SpVgg Unterhaching    | Stadion der Freundschaft | 1 de noviembre | 14:00 |
| VfB Stuttgart II        | 2 - 1 | Borussia Dortmund II  | Comtech Arena            | 2 de noviembre | 14:00 |
| SSV Jahn Regensburg     | 1 - 1 | Hallescher FC         | Städtisches Jahnstadion  | 2 de noviembre | 14:00 |
| FC Rot-Weiß Erfurt      | 2 - 1 | SC Fortuna Köln       | Steigerwaldstadion       | 2 de noviembre | 14:00 |
| SC Preußen Münster      | 1 - 0 | MSV Duisburg          | Preußenstadion           | 2 de noviembre | 14:00 |

| Borussia Dortmund II | 3 - 0 | Energie Cottbus         | Stadion Rote Erde         | 7 de noviembre | 19:00 |
| VfL Osnabrück        | 2 - 0 | 1. FSV Maguncia 05 II   | Osnatel-Arena             | 8 de noviembre | 14:00 |
| F.C. Hansa Rostock   | 4 - 1 | VfB Stuttgart II        | DKB-Arena                 | 8 de noviembre | 14:00 |
| SpVgg Unterhaching   | 3 - 0 | Dinamo Dresde           | Alpenbauer Sportpark      | 8 de noviembre | 14:00 |
| Stuttgarter Kickers  | 1 - 1 | SC Preußen Münster      | Stadion an der Kreuzeiche | 8 de noviembre | 14:00 |
| MSV Duisburg         | 2 - 0 | FC Rot-Weiß Erfurt      | Schauinsland-Reisen-Arena | 8 de noviembre | 14:00 |
| Arminia Bielefeld    | 1 - 1 | SV Wehen Wiesbaden      | Schüco Arena              | 8 de noviembre | 14:00 |
| Chemnitzer FC        | 4 - 1 | SSV Jahn Regensburg     | Fischerwiese              | 8 de noviembre | 14:00 |
| Hallescher FC        | 0 - 2 | SG Sonnenhof Großaspach | Erdgas Sportpark          | 8 de noviembre | 14:00 |
| SC Fortuna Köln      | 0 - 0 | Holstein Kiel           | Südstadion                | 9 de noviembre | 14:00 |

| VfL Osnabrück           | 3 - 1 | VfB Stuttgart II     | Osnatel-Arena            | 21 de noviembre | 19:00 |
| Dinamo Dresde           | 1 - 1 | Borussia Dortmund II | Stadion Dresden          | 21 de noviembre | 19:00 |
| SG Sonnenhof Großaspach | 1 - 0 | Chemnitzer FC        | Comtech Arena            | 22 de noviembre | 14:00 |
| SSV Jahn Regensburg     | 0 - 1 | Arminia Bielefeld    | Städtisches Jahnstadion  | 22 de noviembre | 14:00 |
| SV Wehen Wiesbaden      | 0 - 1 | SC Fortuna Köln      | BRITA-Arena              | 22 de noviembre | 14:00 |
| Holstein Kiel           | 1 - 0 | MSV Duisburg         | Holstein-Stadion         | 22 de noviembre | 14:00 |
| FC Rot-Weiß Erfurt      | 1 - 1 | Stuttgarter Kickers  | Steigerwaldstadion       | 22 de noviembre | 14:00 |
| SC Preußen Münster      | 2 - 0 | SpVgg Unterhaching   | Preußenstadion           | 22 de noviembre | 14:00 |
| Energie Cottbus         | 1 - 0 | F.C. Hansa Rostock   | Stadion der Freundschaft | 22 de noviembre | 14:00 |
| 1. FSV Maguncia 05 II   | 0 - 1 | Hallescher FC        | Bruchwegstadion          | 23 de noviembre | 14:00 |

| VfB Stuttgart II     | 0 - 1 | Energie Cottbus         | Comtech Arena             | 28 de noviembre | 19:00 |
| Arminia Bielefeld    | 2 - 0 | SG Sonnenhof Großaspach | Schüco Arena              | 28 de noviembre | 19:00 |
| F.C. Hansa Rostock   | 1 - 3 | Dinamo Dresde           | DKB-Arena                 | 29 de noviembre | 14:00 |
| SpVgg Unterhaching   | 4 - 2 | FC Rot-Weiß Erfurt      | Alpenbauer Sportpark      | 29 de noviembre | 14:00 |
| Stuttgarter Kickers  | 0 - 0 | Holstein Kiel           | Stadion an der Kreuzeiche | 29 de noviembre | 14:00 |
| MSV Duisburg         | 3 - 2 | SV Wehen Wiesbaden      | Schauinsland-Reisen-Arena | 29 de noviembre | 14:00 |
| SC Fortuna Köln      | 1 - 0 | SSV Jahn Regensburg     | Südstadion                | 29 de noviembre | 14:00 |
| Chemnitzer FC        | 1 - 2 | 1. FSV Maguncia 05 II   | Fischerwiese              | 29 de noviembre | 14:00 |
| Hallescher FC        | 2 - 1 | VfL Osnabrück           | Erdgas Sportpark          | 29 de noviembre | 14:00 |
| Borussia Dortmund II | 1 - 1 | SC Preußen Münster      | Stadion Rote Erde         | 30 de noviembre | 14:00 |

### Segunda rueda
| Arminia Bielefeld    | 2 - 0 | 1. FSV Maguncia 05 II   | Schüco Arena              | 5 de diciembre | 19:00 |
| SC Fortuna Köln      | 4 - 0 | SG Sonnenhof Großaspach | Südstadion                | 6 de diciembre | 14:00 |
| MSV Duisburg         | 2 - 0 | SSV Jahn Regensburg     | Schauinsland-Reisen-Arena | 6 de diciembre | 14:00 |
| Stuttgarter Kickers  | 2 - 1 | SV Wehen Wiesbaden      | Stadion an der Kreuzeiche | 6 de diciembre | 14:00 |
| SpVgg Unterhaching   | 1 - 1 | Holstein Kiel           | Alpenbauer Sportpark      | 6 de diciembre | 14:00 |
| Borussia Dortmund II | 0 - 0 | FC Rot-Weiß Erfurt      | Stadion Rote Erde         | 6 de diciembre | 14:00 |
| F.C. Hansa Rostock   | 0 - 2 | SC Preußen Münster      | DKB-Arena                 | 6 de diciembre | 14:00 |
| Chemnitzer FC        | 0 - 2 | Hallescher FC           | Fischerwiese              | 6 de diciembre | 14:00 |
| Energie Cottbus      | 2 - 2 | VfL Osnabrück           | Stadion der Freundschaft  | 7 de diciembre | 14:00 |
| VfB Stuttgart II     | 0 - 0 | Dinamo Dresde           | Comtech Arena             | 7 de diciembre | 15:00 |

| 1. FSV Maguncia 05 II   | 1 - 1 | SC Fortuna Köln      | Bruchwegstadion         | 12 de diciembre | 19:00 |
| SC Preußen Münster      | 1 - 0 | VfB Stuttgart II     | Preußenstadion          | 13 de diciembre | 14:00 |
| FC Rot-Weiß Erfurt      | 4 - 1 | F.C. Hansa Rostock   | Steigerwaldstadion      | 13 de diciembre | 14:00 |
| Holstein Kiel           | 0 - 2 | Borussia Dortmund II | Holstein-Stadion        | 13 de diciembre | 14:00 |
| SV Wehen Wiesbaden      | 4 - 0 | SpVgg Unterhaching   | BRITA-Arena             | 13 de diciembre | 14:00 |
| SSV Jahn Regensburg     | 0 - 2 | Stuttgarter Kickers  | Städtisches Jahnstadion | 13 de diciembre | 14:00 |
| SG Sonnenhof Großaspach | 1 - 1 | MSV Duisburg         | Comtech Arena           | 13 de diciembre | 14:00 |
| Hallescher FC           | 0 - 3 | Arminia Bielefeld    | Erdgas Sportpark        | 13 de diciembre | 14:00 |
| VfL Osnabrück           | 2 - 0 | Chemnitzer FC        | Osnatel-Arena           | 13 de diciembre | 14:00 |
| Dinamo Dresde           | 1 - 0 | Energie Cottbus      | Stadion Dresden         | 13 de diciembre | 14:00 |

| Dinamo Dresde        | 2 - 1 | VfL Osnabrück           | Stadion Dresden           | 20 de diciembre | 14:00 |
| MSV Duisburg         | 1 - 1 | 1. FSV Maguncia 05 II   | Schauinsland-Reisen-Arena | 20 de diciembre | 14:00 |
| Stuttgarter Kickers  | 2 - 0 | SG Sonnenhof Großaspach | Stadion an der Kreuzeiche | 20 de diciembre | 14:00 |
| SpVgg Unterhaching   | 3 - 2 | SSV Jahn Regensburg     | Alpenbauer Sportpark      | 20 de diciembre | 14:00 |
| F.C. Hansa Rostock   | 0 - 4 | Holstein Kiel           | DKB-Arena                 | 20 de diciembre | 14:00 |
| VfB Stuttgart II     | 2 - 2 | FC Rot-Weiß Erfurt      | Comtech Arena             | 20 de diciembre | 14:00 |
| Energie Cottbus      | 2 - 1 | SC Preußen Münster      | Stadion der Freundschaft  | 20 de diciembre | 14:00 |
| Arminia Bielefeld    | 2 - 0 | Chemnitzer FC           | Schüco Arena              | 20 de diciembre | 14:00 |
| SC Fortuna Köln      | 2 - 2 | Hallescher FC           | Südstadion                | 20 de diciembre | 14:00 |
| Borussia Dortmund II | 0 - 0 | SV Wehen Wiesbaden      | Stadion Rote Erde         | 3 de febrero    | 19:00 |

| Holstein Kiel           | 1 - 1 | VfB Stuttgart II     | Holstein-Stadion        | 31 de enero   | 14:00 |
| SV Wehen Wiesbaden      | 1 - 2 | F.C. Hansa Rostock   | BRITA-Arena             | 31 de enero   | 14:00 |
| SSV Jahn Regensburg     | 3 - 0 | Borussia Dortmund II | Städtisches Jahnstadion | 31 de enero   | 14:00 |
| Hallescher FC           | 1 - 2 | MSV Duisburg         | Erdgas Sportpark        | 31 de enero   | 14:00 |
| Chemnitzer FC           | 3 - 1 | SC Fortuna Köln      | Fischerwiese            | 31 de enero   | 14:00 |
| FC Rot-Weiß Erfurt      | 2 - 0 | Energie Cottbus      | Steigerwaldstadion      | 31 de enero   | 14:00 |
| 1. FSV Maguncia 05 II   | 2 - 3 | Stuttgarter Kickers  | Bruchwegstadion         | 1 de febrero  | 14:00 |
| SC Preußen Münster      | 2 - 1 | Dinamo Dresde        | Preußenstadion          | 1 de febrero  | 14:00 |
| VfL Osnabrück           | 0 - 4 | Arminia Bielefeld    | Osnatel-Arena           | 18 de febrero | 19:00 |
| SG Sonnenhof Großaspach | 1 - 4 | SpVgg Unterhaching   | Comtech Arena           | 24 de febrero | 19:00 |

| SC Preußen Münster   | 2 - 0 | VfL Osnabrück           | Preußenstadion            | 7 de febrero | 14:00 |
| F.C. Hansa Rostock   | 2 - 2 | SSV Jahn Regensburg     | DKB-Arena                 | 7 de febrero | 14:00 |
| Energie Cottbus      | 0 - 2 | Holstein Kiel           | Stadion der Freundschaft  | 7 de febrero | 14:00 |
| Dinamo Dresde        | 0 - 1 | FC Rot-Weiß Erfurt      | Stadion Dresden           | 7 de febrero | 14:00 |
| MSV Duisburg         | 3 - 0 | Chemnitzer FC           | Schauinsland-Reisen-Arena | 7 de febrero | 14:00 |
| SC Fortuna Köln      | 3 - 0 | Arminia Bielefeld       | Südstadion                | 8 de febrero | 14:00 |
| VfB Stuttgart II     | 1 - 1 | SV Wehen Wiesbaden      | Comtech Arena             | 3 de marzo   | 18:30 |
| SpVgg Unterhaching   | 1 - 2 | 1. FSV Maguncia 05 II   | Alpenbauer Sportpark      | 10 de marzo  | 18:30 |
| Stuttgarter Kickers  | 1 - 1 | Hallescher FC           | Stadion an der Kreuzeiche | 10 de marzo  | 19:00 |
| Borussia Dortmund II | 0 - 1 | SG Sonnenhof Großaspach | Stadion Rote Erde         | 11 de marzo  | 19:00 |

| 1. FSV Maguncia 05 II   | 0 - 0 | Borussia Dortmund II | Bruchwegstadion         | 13 de febrero | 19:00 |
| VfL Osnabrück           | 0 - 1 | SC Fortuna Köln      | Osnatel-Arena           | 13 de febrero | 19:00 |
| SSV Jahn Regensburg     | 4 - 1 | VfB Stuttgart II     | Städtisches Jahnstadion | 14 de febrero | 14:00 |
| SG Sonnenhof Großaspach | 1 - 1 | F.C. Hansa Rostock   | Comtech Arena           | 14 de febrero | 14:00 |
| Hallescher FC           | 2 - 1 | SpVgg Unterhaching   | Erdgas Sportpark        | 14 de febrero | 14:00 |
| Chemnitzer FC           | 1 - 1 | Stuttgarter Kickers  | Fischerwiese            | 14 de febrero | 14:00 |
| FC Rot-Weiß Erfurt      | 1 - 0 | SC Preußen Münster   | Steigerwaldstadion      | 14 de febrero | 14:00 |
| Holstein Kiel           | 1 - 0 | Dinamo Dresde        | Holstein-Stadion        | 14 de febrero | 14:00 |
| SV Wehen Wiesbaden      | 1 - 2 | Energie Cottbus      | BRITA-Arena             | 14 de febrero | 14:00 |
| Arminia Bielefeld       | 4 - 2 | MSV Duisburg         | Schüco Arena            | 15 de febrero | 14:00 |

| SpVgg Unterhaching   | 0 - 0 | Chemnitzer FC           | Alpenbauer Sportpark      | 20 de febrero | 19:00 |
| Borussia Dortmund II | 1 - 1 | Hallescher FC           | Stadion Rote Erde         | 20 de febrero | 19:00 |
| FC Rot-Weiß Erfurt   | 3 - 1 | VfL Osnabrück           | Steigerwaldstadion        | 21 de febrero | 14:00 |
| F.C. Hansa Rostock   | 2 - 1 | 1. FSV Maguncia 05 II   | DKB-Arena                 | 21 de febrero | 14:00 |
| VfB Stuttgart II     | 4 - 1 | SG Sonnenhof Großaspach | Comtech Arena             | 21 de febrero | 14:00 |
| Energie Cottbus      | 4 - 1 | SSV Jahn Regensburg     | Stadion der Freundschaft  | 21 de febrero | 14:00 |
| Dinamo Dresde        | 0 - 1 | SV Wehen Wiesbaden      | Stadion Dresden           | 21 de febrero | 14:00 |
| SC Preußen Münster   | 1 - 3 | Holstein Kiel           | Preußenstadion            | 21 de febrero | 14:00 |
| MSV Duisburg         | 2 - 0 | SC Fortuna Köln         | Schauinsland-Reisen-Arena | 21 de febrero | 14:00 |
| Stuttgarter Kickers  | 0 - 2 | Arminia Bielefeld       | Stadion an der Kreuzeiche | 21 de febrero | 14:00 |

| Holstein Kiel           | 4 - 1 | FC Rot-Weiß Erfurt   | Holstein-Stadion        | 27 de febrero | 19:00 |
| 1. FSV Maguncia 05 II   | 0 - 2 | VfB Stuttgart II     | Bruchwegstadion         | 28 de febrero | 14:00 |
| Hallescher FC           | 1 - 2 | F.C. Hansa Rostock   | Erdgas Sportpark        | 28 de febrero | 14:00 |
| Chemnitzer FC           | 3 - 1 | Borussia Dortmund II | Fischerwiese            | 28 de febrero | 14:00 |
| Arminia Bielefeld       | 4 - 0 | SpVgg Unterhaching   | Schüco Arena            | 28 de febrero | 14:00 |
| SC Fortuna Köln         | 0 - 2 | Stuttgarter Kickers  | Südstadion              | 28 de febrero | 14:00 |
| VfL Osnabrück           | 1 - 1 | MSV Duisburg         | Osnatel-Arena           | 28 de febrero | 14:00 |
| SV Wehen Wiesbaden      | 2 - 2 | SC Preußen Münster   | BRITA-Arena             | 28 de febrero | 14:00 |
| SSV Jahn Regensburg     | 2 - 3 | Dinamo Dresde        | Städtisches Jahnstadion | 28 de febrero | 14:00 |
| SG Sonnenhof Großaspach | 2 - 2 | Energie Cottbus      | Comtech Arena           | 28 de febrero | 14:00 |

| Holstein Kiel        | 1 - 0 | VfL Osnabrück           | Holstein-Stadion          | 7 de marzo | 14:00 |
| Energie Cottbus      | 2 - 1 | 1. FSV Maguncia 05 II   | Stadion der Freundschaft  | 7 de marzo | 14:00 |
| Dinamo Dresde        | 0 - 1 | SG Sonnenhof Großaspach | Stadion Dresden           | 7 de marzo | 14:00 |
| SC Preußen Münster   | 3 - 0 | SSV Jahn Regensburg     | Preußenstadion            | 7 de marzo | 14:00 |
| FC Rot-Weiß Erfurt   | 0 - 2 | SV Wehen Wiesbaden      | Steigerwaldstadion        | 7 de marzo | 14:00 |
| Stuttgarter Kickers  | 4 - 2 | MSV Duisburg            | Stadion an der Kreuzeiche | 7 de marzo | 14:00 |
| SpVgg Unterhaching   | 1 - 1 | SC Fortuna Köln         | Alpenbauer Sportpark      | 7 de marzo | 14:00 |
| Borussia Dortmund II | 1 - 1 | Arminia Bielefeld       | Stadion Rote Erde         | 7 de marzo | 14:00 |
| F.C. Hansa Rostock   | 1 - 0 | Chemnitzer FC           | DKB-Arena                 | 7 de marzo | 14:00 |
| VfB Stuttgart II     | 0 - 1 | Hallescher FC           | Comtech Arena             | 7 de marzo | 14:00 |

| SV Wehen Wiesbaden      | 0 - 1 | Holstein Kiel        | BRITA-Arena               | 13 de marzo | 19:00 |
| Chemnitzer FC           | 1 - 0 | VfB Stuttgart II     | Fischerwiese              | 14 de marzo | 14:00 |
| Arminia Bielefeld       | 3 - 2 | F.C. Hansa Rostock   | Schüco Arena              | 14 de marzo | 14:00 |
| SC Fortuna Köln         | 0 - 0 | Borussia Dortmund II | Südstadion                | 14 de marzo | 14:00 |
| MSV Duisburg            | 1 - 0 | SpVgg Unterhaching   | Schauinsland-Reisen-Arena | 14 de marzo | 14:00 |
| VfL Osnabrück           | 4 - 1 | Stuttgarter Kickers  | Osnatel-Arena             | 14 de marzo | 14:00 |
| SSV Jahn Regensburg     | 1 - 0 | FC Rot-Weiß Erfurt   | Städtisches Jahnstadion   | 14 de marzo | 14:00 |
| SG Sonnenhof Großaspach | 1 - 1 | SC Preußen Münster   | Comtech Arena             | 14 de marzo | 14:00 |
| 1. FSV Maguncia 05 II   | 1 - 0 | Dinamo Dresde        | Bruchwegstadion           | 14 de marzo | 14:00 |
| Hallescher FC           | 3 - 1 | Energie Cottbus      | Erdgas Sportpark          | 14 de marzo | 14:00 |

| SV Wehen Wiesbaden   | 2 - 0 | VfL Osnabrück           | BRITA-Arena              | 20 de marzo | 19:00 |
| SC Preußen Münster   | 1 - 1 | 1. FSV Maguncia 05 II   | Preußenstadion           | 21 de marzo | 14:00 |
| FC Rot-Weiß Erfurt   | 0 - 1 | SG Sonnenhof Großaspach | Steigerwaldstadion       | 21 de marzo | 14:00 |
| Holstein Kiel        | 1 - 0 | SSV Jahn Regensburg     | Holstein-Stadion         | 21 de marzo | 14:00 |
| SpVgg Unterhaching   | 1 - 2 | Stuttgarter Kickers     | Alpenbauer Sportpark     | 21 de marzo | 14:00 |
| Borussia Dortmund II | 1 - 4 | MSV Duisburg            | Stadion Rote Erde        | 21 de marzo | 14:00 |
| F.C. Hansa Rostock   | 4 - 0 | SC Fortuna Köln         | DKB-Arena                | 21 de marzo | 14:00 |
| Energie Cottbus      | 2 - 2 | Chemnitzer FC           | Stadion der Freundschaft | 21 de marzo | 14:00 |
| Dinamo Dresde        | 2 - 3 | Hallescher FC           | Stadion Dresden          | 21 de marzo | 14:00 |
| VfB Stuttgart II     | 2 - 0 | Arminia Bielefeld       | Comtech Arena            | 22 de marzo | 14:00 |

| SC Fortuna Köln         | 0 - 1 | VfB Stuttgart II     | Südstadion                | 4 de abril | 14:00 |
| Stuttgarter Kickers     | 2 - 0 | Borussia Dortmund II | Stadion an der Kreuzeiche | 4 de abril | 14:00 |
| SSV Jahn Regensburg     | 3 - 0 | SV Wehen Wiesbaden   | Städtisches Jahnstadion   | 4 de abril | 14:00 |
| SG Sonnenhof Großaspach | 1 - 1 | Holstein Kiel        | Comtech Arena             | 4 de abril | 14:00 |
| 1. FSV Maguncia 05 II   | 3 - 1 | FC Rot-Weiß Erfurt   | Bruchwegstadion           | 4 de abril | 14:00 |
| Hallescher FC           | 3 - 0 | SC Preußen Münster   | Erdgas Sportpark          | 4 de abril | 14:00 |
| Chemnitzer FC           | 2 - 0 | Dinamo Dresde        | Fischerwiese              | 4 de abril | 14:00 |
| Arminia Bielefeld       | 3 - 0 | Energie Cottbus      | Schüco Arena              | 4 de abril | 14:00 |
| MSV Duisburg            | 2 - 2 | F.C. Hansa Rostock   | Schauinsland-Reisen-Arena | 5 de abril | 14:00 |
| VfL Osnabrück           | 1 - 0 | SpVgg Unterhaching   | Osnatel-Arena             | 5 de abril | 14:00 |

| SSV Jahn Regensburg  | 1 - 1 | VfL Osnabrück           | Städtisches Jahnstadion  | 11 de abril | 14:00 |
| Holstein Kiel        | 1 - 0 | 1. FSV Maguncia 05 II   | Holstein-Stadion         | 11 de abril | 14:00 |
| SV Wehen Wiesbaden   | 0 - 1 | SG Sonnenhof Großaspach | BRITA-Arena              | 11 de abril | 14:00 |
| F.C. Hansa Rostock   | 1 - 0 | Stuttgarter Kickers     | DKB-Arena                | 11 de abril | 14:00 |
| Energie Cottbus      | 1 - 1 | SC Fortuna Köln         | Stadion der Freundschaft | 11 de abril | 14:00 |
| Dinamo Dresde        | 2 - 0 | Arminia Bielefeld       | Stadion Dresden          | 11 de abril | 14:00 |
| SC Preußen Münster   | 2 - 3 | Chemnitzer FC           | Preußenstadion           | 11 de abril | 14:00 |
| FC Rot-Weiß Erfurt   | 1 - 2 | Hallescher FC           | Steigerwaldstadion       | 11 de abril | 14:00 |
| Borussia Dortmund II | 1 - 0 | SpVgg Unterhaching      | Stadion Rote Erde        | 12 de abril | 14:00 |
| VfB Stuttgart II     | 1 - 2 | MSV Duisburg            | Comtech Arena            | 12 de abril | 14:00 |

| SpVgg Unterhaching      | 2 - 1 | F.C. Hansa Rostock   | Alpenbauer Sportpark      | 17 de abril | 19:00 |
| Stuttgarter Kickers     | 2 - 1 | VfB Stuttgart II     | Stadion an der Kreuzeiche | 18 de abril | 14:00 |
| VfL Osnabrück           | 1 - 1 | Borussia Dortmund II | Osnatel-Arena             | 18 de abril | 14:00 |
| SG Sonnenhof Großaspach | 2 - 1 | SSV Jahn Regensburg  | Comtech Arena             | 18 de abril | 14:00 |
| 1. FSV Maguncia 05 II   | 1 - 1 | SV Wehen Wiesbaden   | Bruchwegstadion           | 18 de abril | 14:00 |
| Chemnitzer FC           | 2 - 1 | FC Rot-Weiß Erfurt   | Fischerwiese              | 18 de abril | 14:00 |
| Arminia Bielefeld       | 2 - 1 | SC Preußen Münster   | Schüco Arena              | 18 de abril | 14:00 |
| SC Fortuna Köln         | 1 - 0 | Dinamo Dresde        | Südstadion                | 18 de abril | 14:00 |
| MSV Duisburg            | 3 - 2 | Energie Cottbus      | Schauinsland-Reisen-Arena | 18 de abril | 14:00 |
| Hallescher FC           | 2 - 2 | Holstein Kiel        | Erdgas Sportpark          | 19 de abril | 14:00 |

| SG Sonnenhof Großaspach | 1 - 0 | VfL Osnabrück         | Comtech Arena            | 24 de abril | 19:00 |
| SSV Jahn Regensburg     | 0 - 0 | 1. FSV Maguncia 05 II | Städtisches Jahnstadion  | 25 de abril | 14:00 |
| F.C. Hansa Rostock      | 3 - 2 | Borussia Dortmund II  | DKB-Arena                | 25 de abril | 14:00 |
| Energie Cottbus         | 2 - 0 | Stuttgarter Kickers   | Stadion der Freundschaft | 25 de abril | 14:00 |
| SC Preußen Münster      | 1 - 0 | SC Fortuna Köln       | Preußenstadion           | 25 de abril | 14:00 |
| FC Rot-Weiß Erfurt      | 0 - 4 | Arminia Bielefeld     | Steigerwaldstadion       | 25 de abril | 14:00 |
| Holstein Kiel           | 2 - 1 | Chemnitzer FC         | Holstein-Stadion         | 25 de abril | 14:00 |
| SV Wehen Wiesbaden      | 3 - 0 | Hallescher FC         | BRITA-Arena              | 25 de abril | 14:00 |
| VfB Stuttgart II        | 1 - 3 | SpVgg Unterhaching    | Comtech Arena            | 26 de abril | 14:00 |
| Dinamo Dresde           | 0 - 2 | MSV Duisburg          | Stadion Dresden          | 26 de abril | 14:00 |

| 1. FSV Maguncia 05 II | 3 - 1 | SG Sonnenhof Großaspach | Bruchwegstadion           | 2 de mayo | 14:00 |
| Hallescher FC         | 2 - 1 | SSV Jahn Regensburg     | Erdgas Sportpark          | 2 de mayo | 14:00 |
| Chemnitzer FC         | 2 - 1 | SV Wehen Wiesbaden      | Fischerwiese              | 2 de mayo | 14:00 |
| Arminia Bielefeld     | 2 - 2 | Holstein Kiel           | Schüco Arena              | 2 de mayo | 14:00 |
| SC Fortuna Köln       | 2 - 2 | FC Rot-Weiß Erfurt      | Südstadion                | 2 de mayo | 14:00 |
| Stuttgarter Kickers   | 3 - 4 | Dinamo Dresde           | Stadion an der Kreuzeiche | 2 de mayo | 14:00 |
| SpVgg Unterhaching    | 3 - 3 | Energie Cottbus         | Alpenbauer Sportpark      | 2 de mayo | 14:00 |
| Borussia Dortmund II  | 2 - 0 | VfB Stuttgart II        | Stadion Rote Erde         | 3 de mayo | 14:00 |
| VfL Osnabrück         | 1 - 0 | F.C. Hansa Rostock      | Osnatel-Arena             | 3 de mayo | 14:00 |
| MSV Duisburg          | 2 - 1 | SC Preußen Münster      | Schauinsland-Reisen-Arena | 3 de mayo | 14:00 |

| VfB Stuttgart II        | 3 - 2 | F.C. Hansa Rostock   | Comtech Arena            | 8 de mayo  | 19:00 |
| 1. FSV Maguncia 05 II   | 1 - 1 | VfL Osnabrück        | Bruchwegstadion          | 9 de mayo  | 14:00 |
| Energie Cottbus         | 0 - 3 | Borussia Dortmund II | Stadion der Freundschaft | 9 de mayo  | 14:00 |
| Dinamo Dresde           | 5 - 1 | SpVgg Unterhaching   | Stadion Dresden          | 9 de mayo  | 14:00 |
| SC Preußen Münster      | 2 - 3 | Stuttgarter Kickers  | Preußenstadion           | 9 de mayo  | 14:00 |
| Holstein Kiel           | 4 - 0 | SC Fortuna Köln      | Holstein-Stadion         | 9 de mayo  | 14:00 |
| SV Wehen Wiesbaden      | 1 - 1 | Arminia Bielefeld    | BRITA-Arena              | 9 de mayo  | 14:00 |
| SSV Jahn Regensburg     | 0 - 1 | Chemnitzer FC        | Städtisches Jahnstadion  | 9 de mayo  | 14:00 |
| FC Rot-Weiß Erfurt      | 0 - 2 | MSV Duisburg         | Steigerwaldstadion       | 10 de mayo | 14:00 |
| SG Sonnenhof Großaspach | 2 - 1 | Hallescher FC        | Comtech Arena            | 10 de mayo | 14:00 |

| VfB Stuttgart II     | 0 - 0 | VfL Osnabrück           | Comtech Arena             | 16 de mayo | 13:30 |
| Hallescher FC        | 1 - 2 | 1. FSV Maguncia 05 II   | Erdgas Sportpark          | 16 de mayo | 13:30 |
| Chemnitzer FC        | 2 - 0 | SG Sonnenhof Großaspach | Fischerwiese              | 16 de mayo | 13:30 |
| Arminia Bielefeld    | 2 - 2 | SSV Jahn Regensburg     | Schüco Arena              | 16 de mayo | 13:30 |
| SC Fortuna Köln      | 2 - 1 | SV Wehen Wiesbaden      | Südstadion                | 16 de mayo | 13:30 |
| MSV Duisburg         | 3 - 1 | Holstein Kiel           | Schauinsland-Reisen-Arena | 16 de mayo | 13:30 |
| Stuttgarter Kickers  | 0 - 0 | FC Rot-Weiß Erfurt      | Stadion an der Kreuzeiche | 16 de mayo | 13:30 |
| SpVgg Unterhaching   | 1 - 0 | SC Preußen Münster      | Alpenbauer Sportpark      | 16 de mayo | 13:30 |
| Borussia Dortmund II | 2 - 3 | Dinamo Dresde           | Stadion Rote Erde         | 16 de mayo | 13:30 |
| F.C. Hansa Rostock   | 0 - 1 | Energie Cottbus         | DKB-Arena                 | 16 de mayo | 13:30 |

| Energie Cottbus         | 2 - 3 | VfB Stuttgart II     | Stadion der Freundschaft | 23 de mayo | 13:30 |
| Dinamo Dresde           | 2 - 1 | F.C. Hansa Rostock   | Stadion Dresden          | 23 de mayo | 13:30 |
| SC Preußen Münster      | 1 - 2 | Borussia Dortmund II | Preußenstadion           | 23 de mayo | 13:30 |
| FC Rot-Weiß Erfurt      | 1 - 0 | SpVgg Unterhaching   | Steigerwaldstadion       | 23 de mayo | 13:30 |
| Holstein Kiel           | 0 - 2 | Stuttgarter Kickers  | Holstein-Stadion         | 23 de mayo | 13:30 |
| SV Wehen Wiesbaden      | 1 - 0 | MSV Duisburg         | BRITA-Arena              | 23 de mayo | 13:30 |
| SSV Jahn Regensburg     | 4 - 0 | SC Fortuna Köln      | Städtisches Jahnstadion  | 23 de mayo | 13:30 |
| SG Sonnenhof Großaspach | 0 - 1 | Arminia Bielefeld    | Comtech Arena            | 23 de mayo | 13:30 |
| 1. FSV Maguncia 05 II   | 1 - 1 | Chemnitzer FC        | Bruchwegstadion          | 23 de mayo | 13:30 |
| VfL Osnabrück           | 2 - 0 | Hallescher FC        | Osnatel-Arena            | 23 de mayo | 13:30 |

### Campeón
|                                                           |
|                                                           |
| Arminia Bielefeld 1.er título Asciende a la 2. Bundesliga |
| También asciende MSV Duisburgo como vicecampeón.          |

## Play-off de ascenso
| 29 de mayo de 2015, 20:30 | Holstein Kiel | 0:0     | TSV 1860 München | Holstein-Stadion, Kiel                                  |                                                         |
|                           |               | Reporte |                  | Asistencia: 9812 espectadores Árbitro(s): Florian Meyer | Asistencia: 9812 espectadores Árbitro(s): Florian Meyer |

| 2 de junio de 2015, 20:30 | TSV 1860 München               | 2:1 (0:1) | Holstein Kiel | Allianz Arena, Múnich                                    |                                                          |
|                           | D. Adlung 78' · K. Bülow 90+1' | Reporte   | R. Kazior 16' | Asistencia: 57 000 espectadores Árbitro(s): Knut Kircher | Asistencia: 57 000 espectadores Árbitro(s): Knut Kircher |

## Estadísticas

### Goleadores
| Fabian Klos                              | Arminia Bielefeld  | 23 | 35 | 0.65 | 1 |
| Justin Eilers                            | Dinamo Dresde      | 19 | 36 | 0.52 | 2 |
| Zlatko Janjić                            | MSV Duisburgo      | 17 | 37 | 0.45 | 7 |
| Anton Fink                               | Chemnitzer FC      | 17 | 38 | 0.44 | 3 |
| Marcel Ziemer                            | F.C. Hansa Rostock | 15 | 34 | 0.44 | 1 |
| Stanislav Iljutchenko                    | VfL Osnabrück      | 14 | 35 | 0.4  | 0 |
| Última actualización: 25 de mayo de 2015 |                    |    |    |      |   |